# Institut Seni Budaya Indonesia Bandung
Institut Seni Budaya Indonesia Bandung – indonezyjska państwowa uczelnia artystyczna w Bandungu (prowincja Jawa Zachodnia). Została założona w 1995 roku.